# Hans-Dieter Dreher
Hans-Dieter Dreher est un cavalier allemand de concours de saut d'obstacles (CSO). En 2013, il s'est qualifié pour sa première finale de la coupe du monde de saut d'obstacles. Il est aussi membre régulier de l'équipe allemande en coupe des nations de saut d'obstacles.

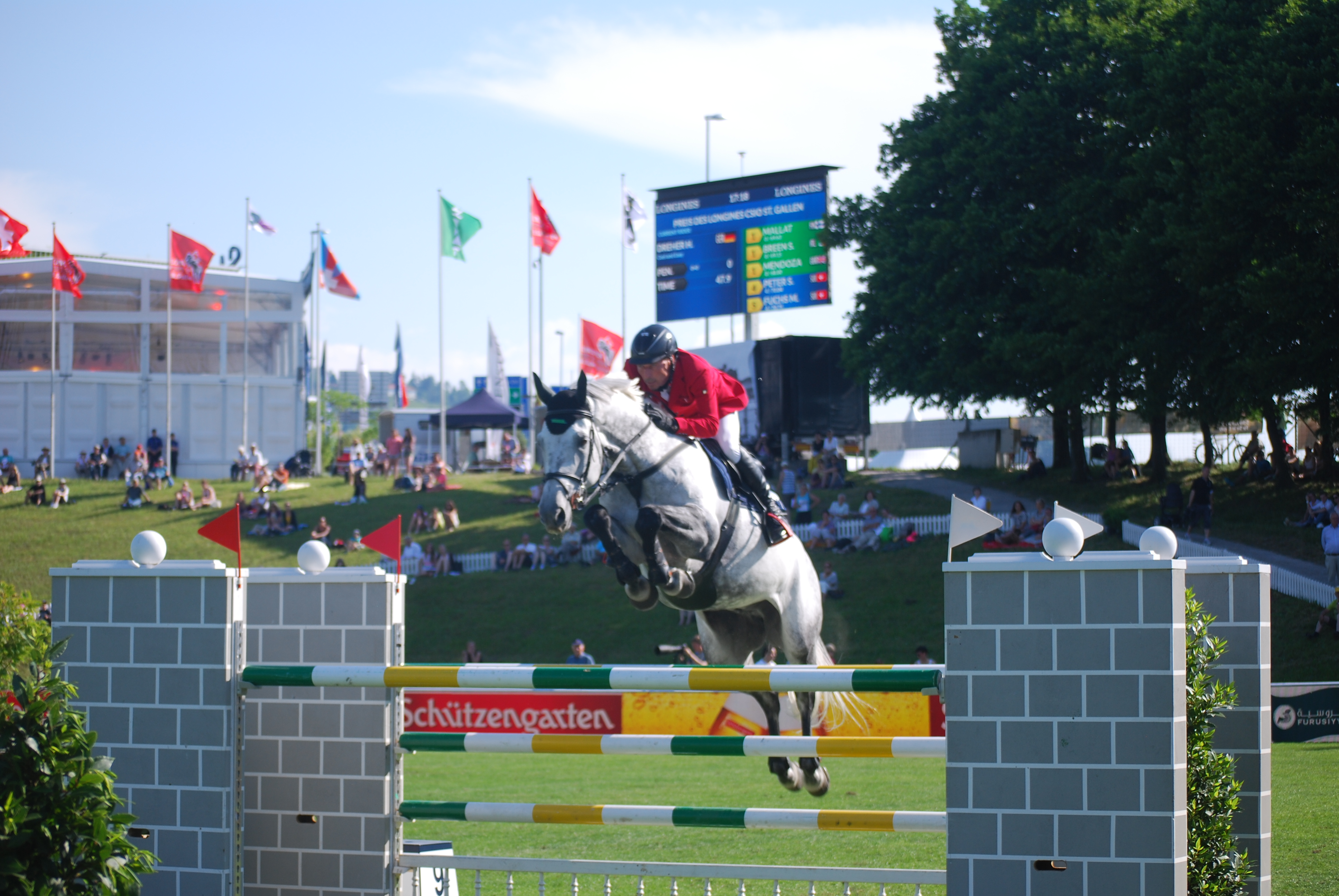
Hans-Dieter Dreher sur Cool and Easy en 2015.